# Partchya Katethip
Partchya Katethip (thailändisch ปรัชญา เกตุทิพย์; * 29. Mai 1999) ist ein thailändischer Fußballspieler.

## Karriere
Partchya Katethip spielte die Saison 2019 beim Viertligisten Bangkokthonburi University FC. Mit dem Verein spielte er fünfmal in der Bangkok Region der Liga. Über die U23-Mannschaft des Erstligisten Port FC wechselte er 2020 auf Leihbasis zum Ayutthaya United FC. Der Verein aus Ayutthaya spielte in der zweithöchsten Liga des Landes, der Thai League 2. Sein Zweitligadebüt für Ayutthaya gab er am 12. September 2020 im Heimspiel gegen den Chiangmai FC. Hier wurde er in der 56. Minute für Ekkachai Rittipan eingewechselt. Für Ayutthaya absolvierte er acht Zweitligaspiele. Zu Beginn der Saison 2021/22 wechselte er ebenfalls auf Leihbasis zum Muang Loei United FC. Der Verein aus Loei spielt in North/Eastern Region der dritten Liga. Am Ende der Saison wurde er mit Muang Loei Meister der Region. In den Aufstiegsspielen zur zweiten schied man in der Gruppenphase aus. Ende Juli 2022 nahm ihn der Zweitligist Customs United FC unter Vertrag. Mit dem Verein aus Samut Prakan wurde man am Ende der Saison 2022/23 Tabellendritter und qualifizierte sich somit für die Aufstiegsspiele zur ersten Liga. Hier musste man sich jedoch im Finale gegen den Uthai Thani FC geschlagen geben. Zu Beginn der Saison 2023/24 unterschrieb er im August 2023 einen Vertrag beim Ligakonkurrenten Phrae United FC. Nachdem er in der zweiten Liga für den Verein aus Phrae nicht zum Einsatz gekommen war, wurde sein Vertrag im Dezember 2023 nicht verlängert. Im gleichen Monat unterschrieb er einen bis Saisonende laufenden Vertrag beim Drittligisten Phitsanulok FC. Mit dem Verein aus Phitsanulok spielte er sechsmal in der Northern Region der Liga. Im Sommer 2024 verpflichtete ihn der in die dritte Liga zwangsabgestiegene Chiangmai FC. Der Verein aus Chiangmai spielte ebenfalls in der Northern Region. Nach fünf Ligaspielen wurde sein Vertrag im Dezember 2024 nicht verlängert. Im August 2024 nahm ihn der Ligakonkurrent Maejo United FC unter Vertrag. Am Ende der Saison 2024/25 feierte er mit dem Verein die Meisterschaft der Region.

## Erfolge
Muang Loei United FC
- Thai League 3 – North/East: 2021/22

Maejo United FC
- Thai League 3 – North: 2024/25